# Mandarin d'Australie
 (septembre 2024).
La mise en forme du texte ne suit pas les recommandations de Wikipédia : il faut le « wikifier ».
Les points d'amélioration suivants sont les cas les plus fréquents. Le détail des points à revoir est peut-être précisé sur la page de discussion.
- Les titres sont pré-formatés par le logiciel. Ils ne sont ni en capitales, ni en gras.
- Le texte ne doit pas être écrit en capitales (les noms de famille non plus), ni en gras, ni en italique, ni en « petit »…
- Le gras n'est utilisé que pour surligner le titre de l'article dans l'introduction, une seule fois.
- L'italique est rarement utilisé : mots en langue étrangère, titres d'œuvres, noms de bateaux, etc.
- Les citations ne sont pas en italique mais en corps de texte normal. Elles sont entourées par des guillemets français : « et ».
- Les listes à puces sont à éviter, des paragraphes rédigés étant largement préférés. Les tableaux sont à réserver à la présentation de données structurées (résultats, etc.).
- Les appels de note de bas de page (petits chiffres en exposant, introduits par l'outil «  Source ») sont à placer entre la fin de phrase et le point final[comme ça].
- Les liens internes (vers d'autres articles de Wikipédia) sont à choisir avec parcimonie. Créez des liens vers des articles approfondissant le sujet. Les termes génériques sans rapport avec le sujet sont à éviter, ainsi que les répétitions de liens vers un même terme.
- Les liens externes sont à placer uniquement dans une section « Liens externes », à la fin de l'article. Ces liens sont à choisir avec parcimonie suivant les règles définies. Si un lien sert de source à l'article, son insertion dans le texte est à faire par les notes de bas de page.
- La présentation des références doit suivre les conventions bibliographiques. Il est recommandé d'utiliser les modèles {{Ouvrage}}, {{Chapitre}}, {{Article}}, {{Lien web}} et/ou {{Bibliographie}}. Le mode d'édition visuel peut mettre en forme automatiquement les références.
- Insérer une infobox (cadre d'informations à droite) n'est pas obligatoire pour parachever la mise en page.

Pour une aide détaillée, merci de consulter Aide:Wikification.
Si vous pensez que ces points ont été résolus, vous pouvez retirer ce bandeau et améliorer la mise en forme d'un autre article.
Taeniopygia castanotis
Pour les articles homonymes, voir Diamant (homonymie) et Mandarin.
Espèce
Statut de conservation UICN

 LC  : Préoccupation mineure
Le Mandarin d'Australie (Taeniopygia castanotis) est une espèce d'oiseaux de la famille des Estrildidés. Parfois nommé Mandarin tout court, c'est le membre de cette famille le plus commun et le plus familier du centre de l'Australie.

## Description
Cet oiseau mesure de 8 à 10 cm (forme sauvage) ou 11 à 12 cm (forme domestique) pour une masse d'environ 15 g.
Au stade juvénile le bec est noir et les pattes rosées, ces parties deviennent par la suite rouge-orange à l'âge adulte.
Le dimorphisme sexuel est relativement marqué en plumage sauvage, le mâle arbore des joues colorées de roux, des flancs roux tachetés de blanc ainsi qu'une poitrine zébrée.

Forme sauvage
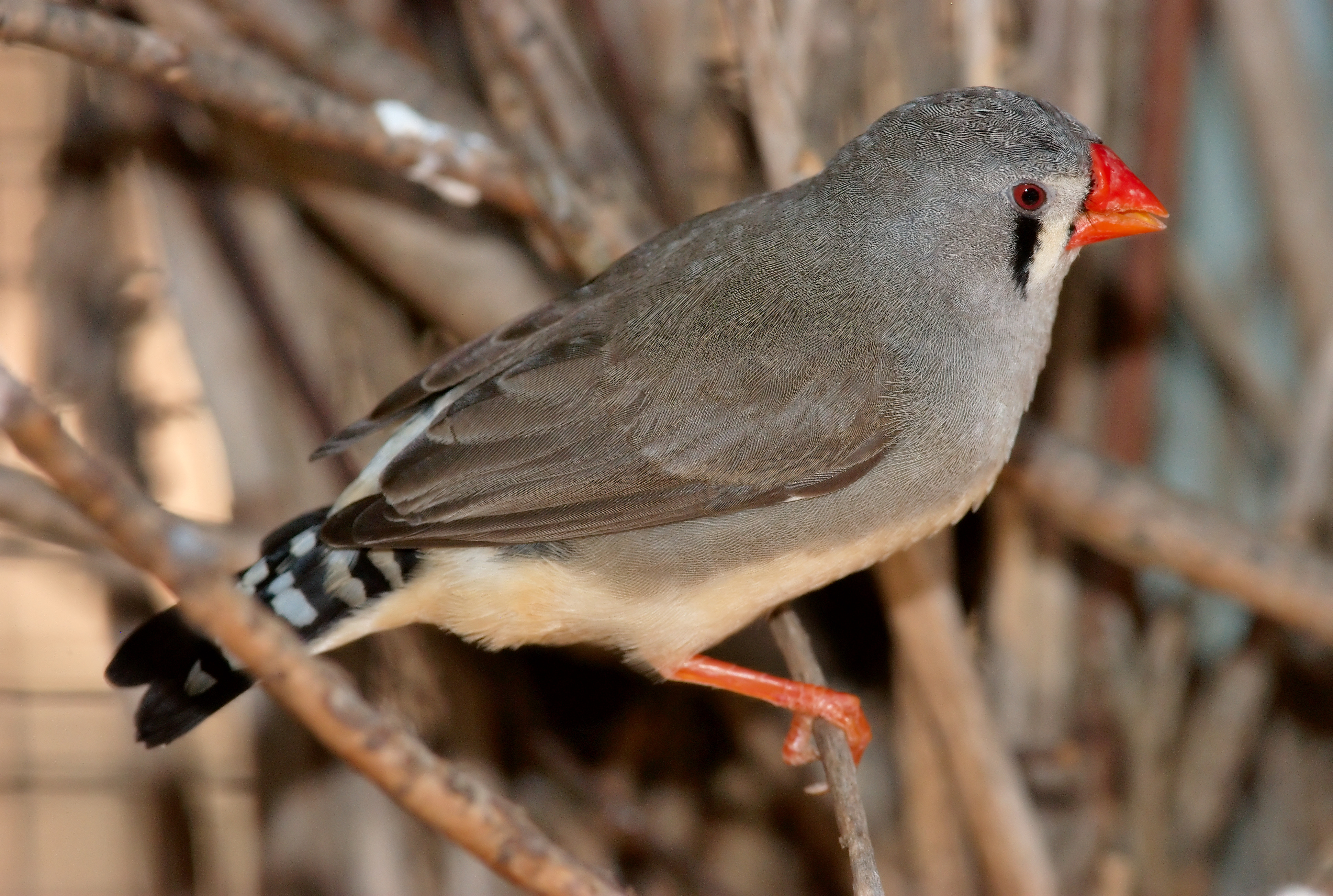
Femelle de profil.
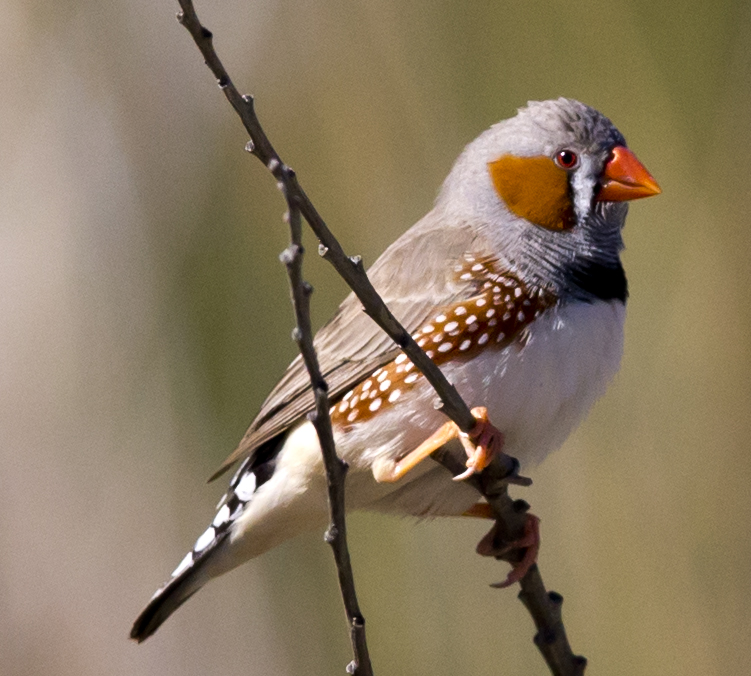
Mâle de profil.
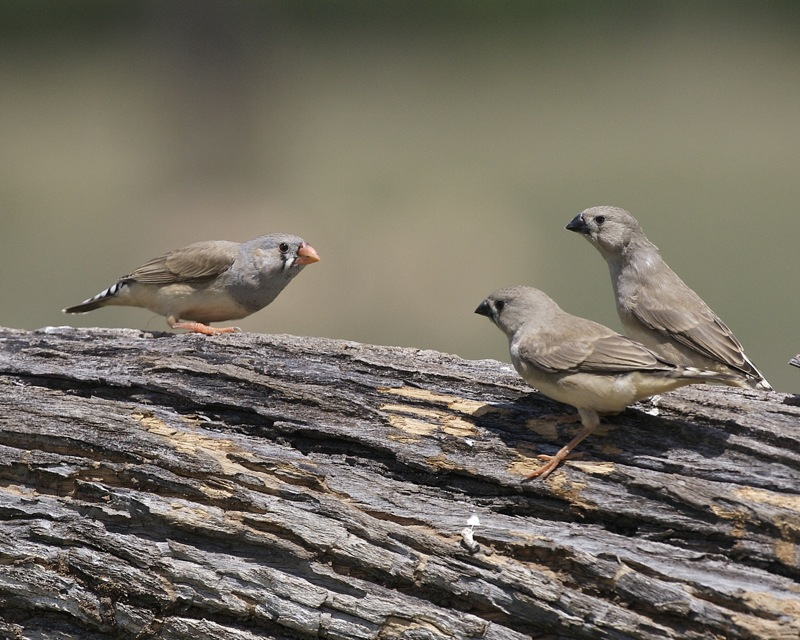
Jeune mâle en début de mue adulte (à gauche) et deux juvéniles.

### Mutations colorées
Il existe une très grande quantité de mutations chez le mandarin, plus ou moins répandues, certaines étant limitées à l'Australie en raison de l'interdiction d'exportation d'animaux vivants.

#### Mutations présentes en Europe

##### Mutations dominantes
- Pastel : Dilution généralisée de l'ensemble du plumage (dilution variable selon les individus).
- Black face / Face noire : contre le ventre du mâle deviennent noirs, chez la femelle ils prennent la teinte de son dos.
- Joues (grises ou brunes) : Dilution du plumage et problèmes de fixation de la phaéomélanine. Le mâle est blanc avec les joues grises, la poitrine marbrée de gris et les flancs habituels. La femelle est blanche avec les joues colorées et les flancs grisâtres. Combinée à la mutation brune, on obtient du joues brunes, le gris étant remplacé par du brun. Peut s'accompagner de troubles oculaires chez les oisillons (borgnes, aveugles, voire sans yeux).
- Joues claires : Les joues et les flancs du mâles sont plus ou moins dilués, allant du beige à leur disparition complète. Invisible chez les femelles.
Toutes ces mutations sont létales à l'état homozygote, il est donc recommandé de ne pas accoupler deux oiseaux d'une même mutation dominante.

##### Mutations récessives
- Isabelle : Dilution de l'eumélanine, sans impact sur phaéomélanine. La femelle se confond très facilement avec une femelle pastel. Teinte uniforme argentée.
- Joues noires : Les joues, aussi bien chez le mâle que chez la femelle deviennent noires. À l'origine les flancs des mâles étaient de la couleur rousse habituelle, par sélection les éleveurs ont obtenu des joues noires aux flancs noirs. Il existe des mâles intermédiaires aux flancs bicolores, noirs et roux mélangés.
- Poitrine noire : Modification des dessins : Chez le mâle la barre de poitrine s'étend vers le bec, rendant la poitrine plus noire, les joues s'agrandissent vers le front, les carreaux de queue disparaissent. Chez la femelle, les larmes disparaissent, le ventre et la queue deviennent crème. La combinaison du poitrine noire avec le poitrine orange et le black face est particulièrement spectaculaire, le mâle a alors une tête, une poitrine et un ventre totalement orange. Cette combinaison est parfois appelée triple orange.
- Poitrine orange : Transformation de l'eumélanine en phaéomélanine. Chez le mâle, la poitrine, les larmes et les carreaux de queue deviennent orange, chez la femelle les larmes disparaissent, et elles présentent souvent des joues de couleur crème et/ou des points aux flancs.
- Poitrine blanche : Tant chez le mâle que chez la femelle, la poitrine devient blanche. Chez la femelle les joues sont blanches également.
- Eumo : Mélanisme, le plumage devient gris foncé, le ventre, le croupion et la poitrine sont noirs. Le mâle ne possède plus ou très peu de joues et de flancs. La structure des rémiges est affectée, les eumos volent en général très mal.
- Blanc : L'oiseau devient uniformément blanc, sans larmes ni autres dessins. Le phénotype blanc peut être dû à la mutation blanche, ou à un panachage intégral.
- Panaché : Taches blanches aléatoires en proportions variables. Va d'une unique plume blanche à un oiseau entièrement blanc.
- Sellé : Variété de panaché, présente une selle de couleur et une ''culotte'' colorée. Toute tache de couleur en dehors, ou de blanc en dedans de ces zones fait de l'oiseau un panaché ordinaire.
- Agate / Topaze : Dilution du dos, qui devient crémeux
- Gezoomd : Dilution localisée des plumes, qui présentent comme un ourlet plus clair.
- Bec jaune : Le bec et les pattes deviennent jaunes.
- Charcoal : Importée (illégalement ou non, les conditions d'arrivées sont inconnues) d'Australie, apparue en Europe très récemment, très semblable à l'eumo, mais sans les problèmes de plumes. Très recherchée par les éleveurs, les prix sont très élevés.

#### Mutations liées au sexe récessives
Les mandarins, comme les autres oiseaux, possèdent des chromosomes sexuels inversés par rapport aux mammifères. Les mâles sont ZZ (équivalent de XX) et les femelles ZW (équivalent de XY). Le chromosome W de la femelle ''subit'' les mutations présentes sur son homologue Z, les femelles ne peuvent donc être porteuses de mutations liées au sexe, elles seront d'office mutantes. Les mâles peuvent par contre l'être, mais pour être mutants, ils doivent posséder le gène mutant sur leurs deux chromosomes Z. Cela implique donc que leur mère doit forcément être mutante, le père pouvant être uniquement porteur.
- Brun : Transformation de l'eumélanine noire en eumélanine brune
- Dos clair : Dilution du dos et des joues et flancs
- Masqué ancien type : Forte dilution du plumage et des dessins, oiseau d'apparence blanche avec larmes et carreaux de queue respectivement noires et beiges. Le mâle possède des flancs et des joues beige clair.
- Masqué nouveau type : Similaire à l'ancien type, mais plus intense. Couleur générale blanc crémeux, dessins similaires en teinte aux oiseaux de type sauvage. Les oisillons naissent roses aux yeux rouges, ils sont souvent décrits à tort comme albinos (mutation n'existant actuellement pas chez le mandarin)
- Ino : Version très diluée, aux yeux rouges, couleur générale blanche, aux dessins très pâles, difficilement visibles. Mutation encore très rare.
Les mutations dos clairs et masqués sont alléliques, elles ne se combinent donc pas. Il y a par contre des phénomènes de codominance chez les mâles.
- Exemples de mutations colorées

Exemples de mutations colorées
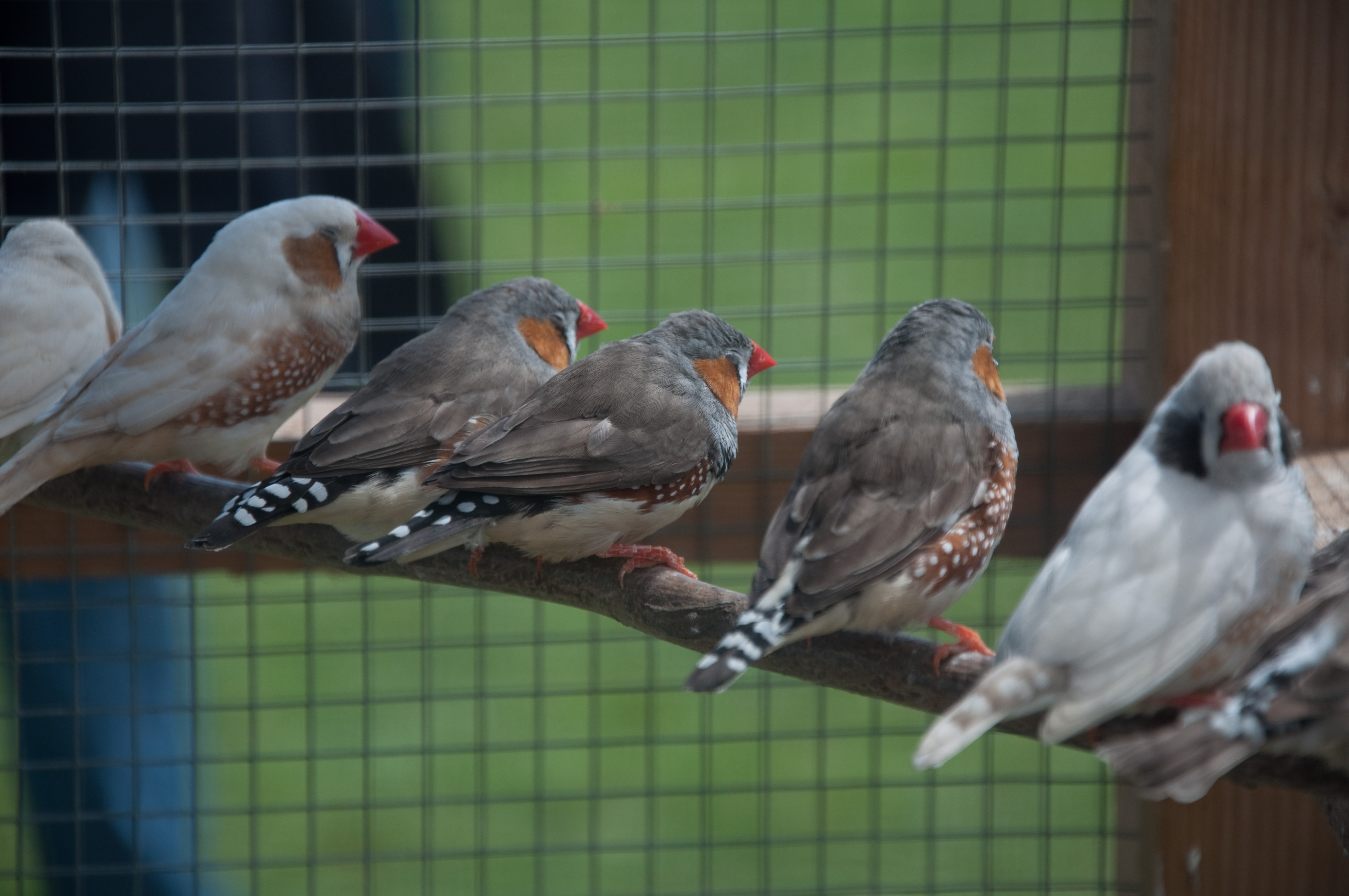
Mandarins de nuances diverses.
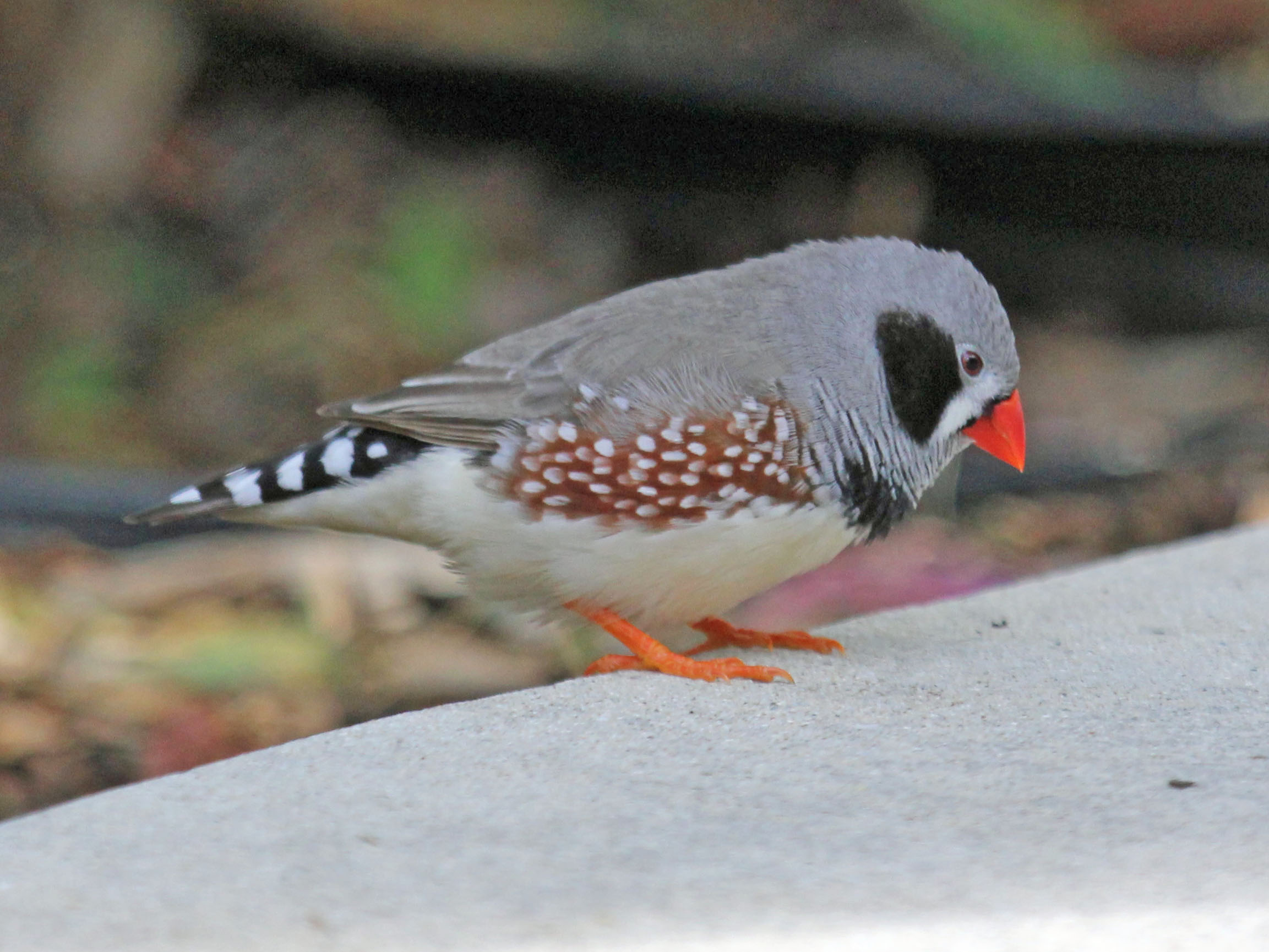
Joues noires (mâle).
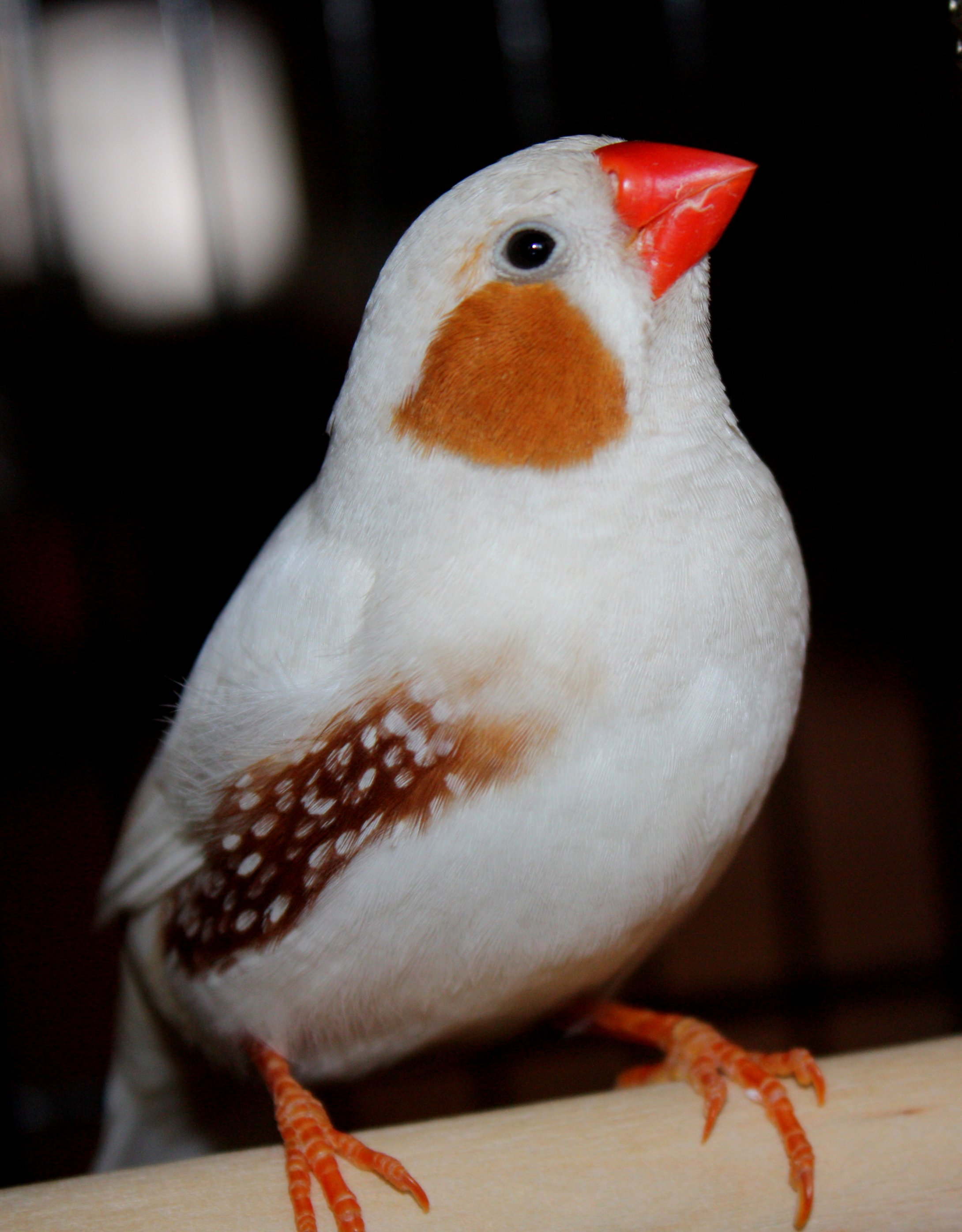
Isabelle gris (mâle).
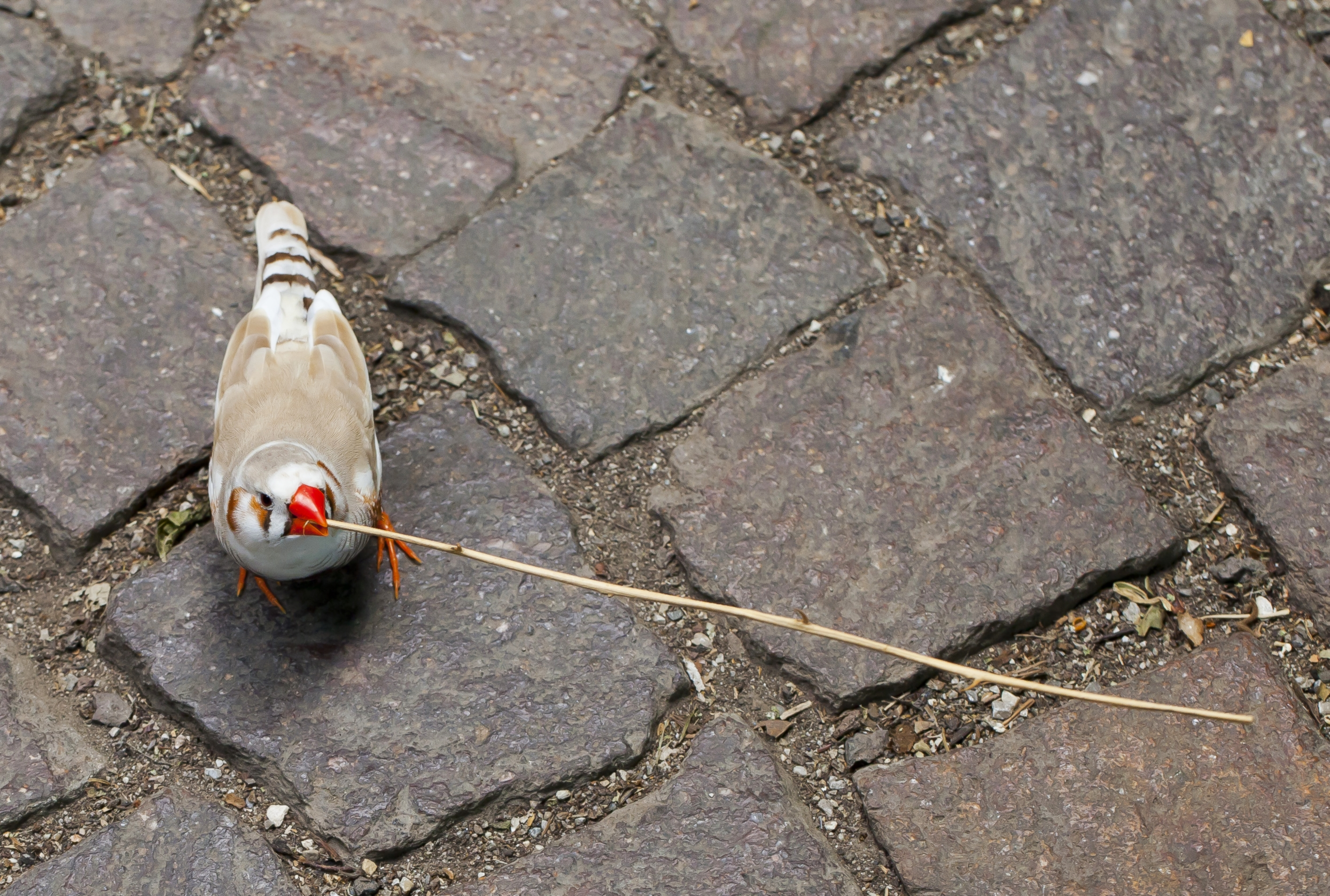
Brun panaché (Mâle)
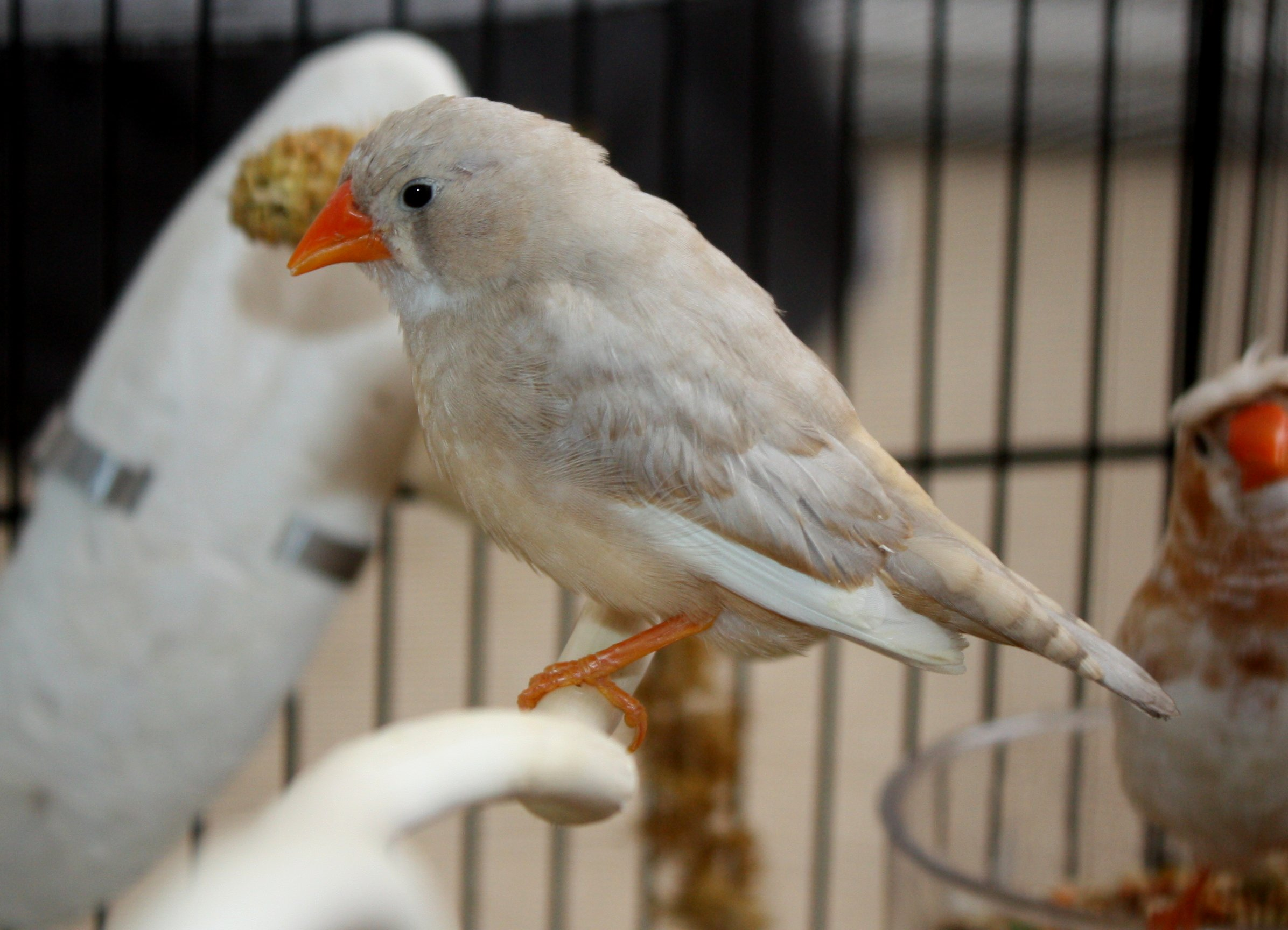
Pastel panaché (femelle)
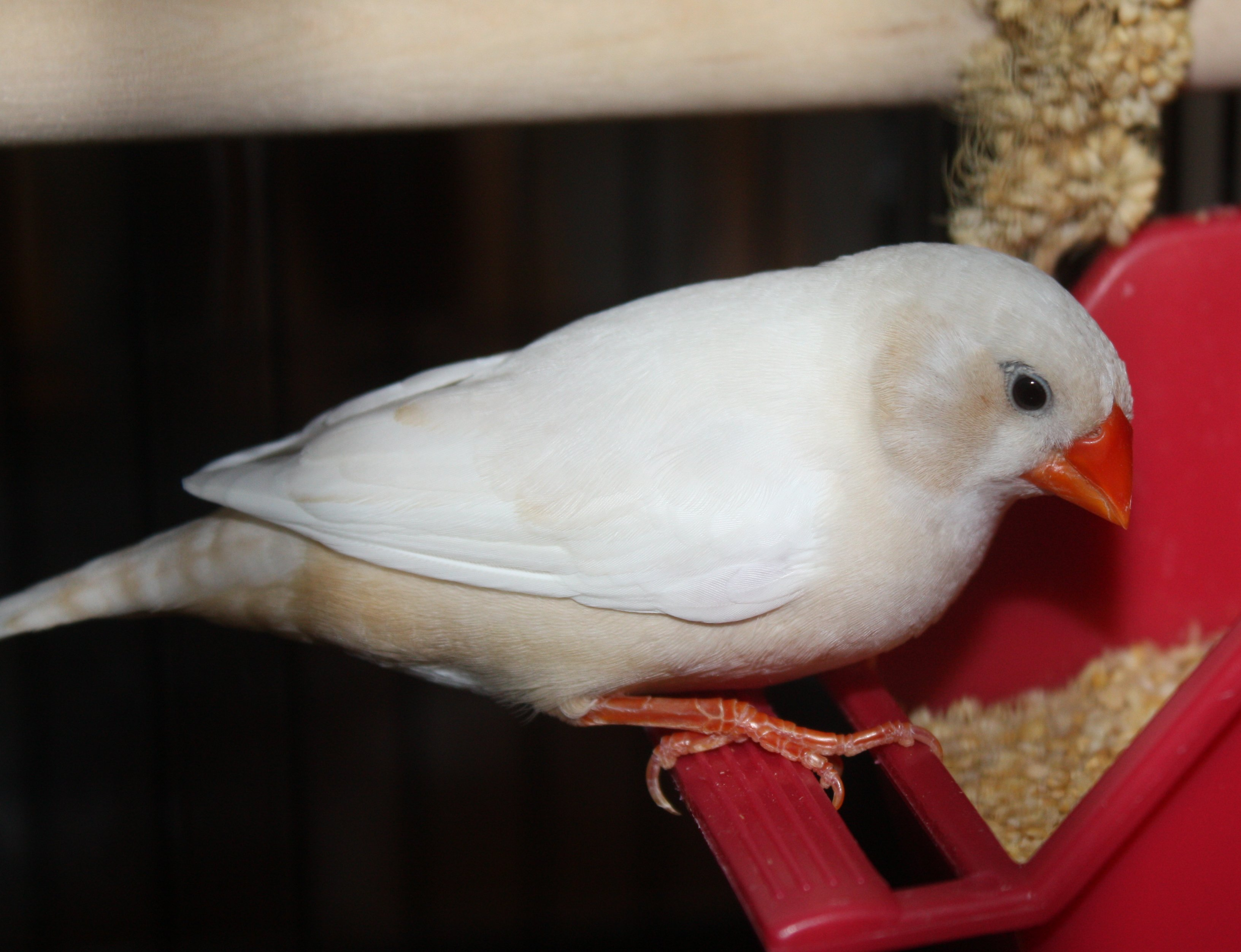
Isabelle à poitrine orange (femelle).
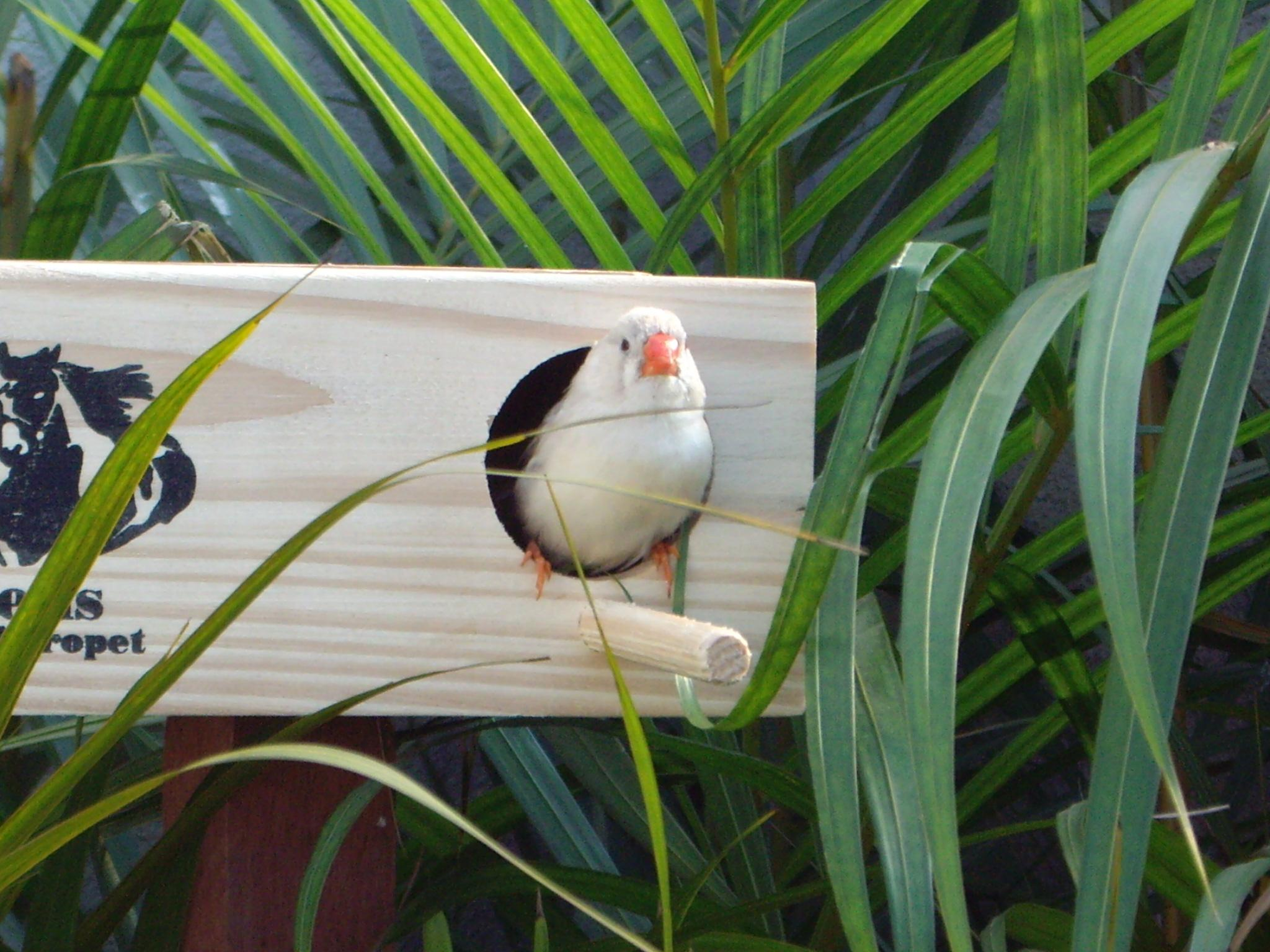
Brun (femelle)
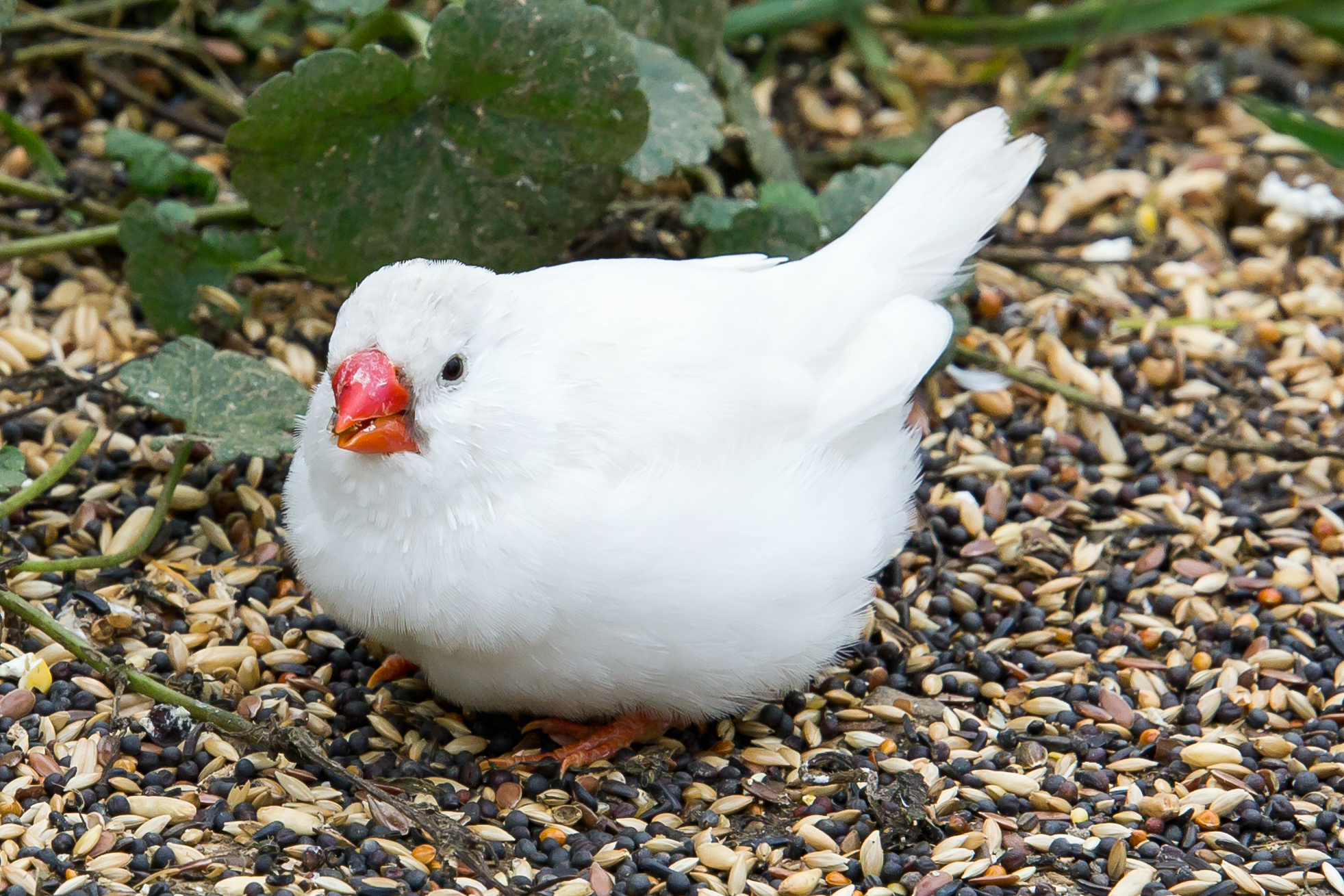
Masqué à poitrine noire (femelle), visuellement proche du blanc, mais avec de discrets traits de couleur au bec

### Autres mutations

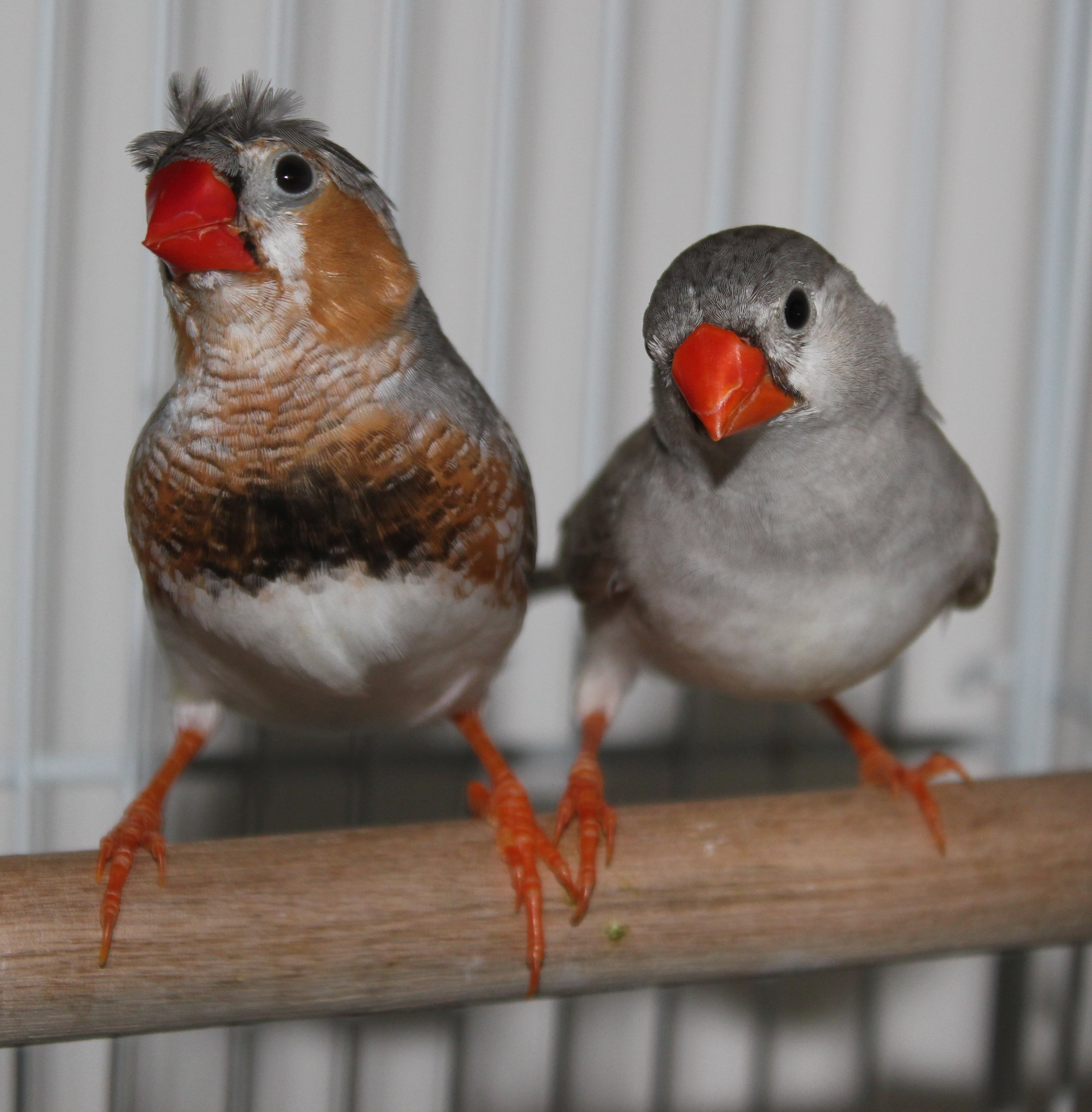
Huppé à poitrine orange (Mâle) et Dos Clair à poitrine noire (Femelle)

Il existe également des mutations touchant à la forme et/ou la longueur de la plume : 
La mutation "Huppé", qui modifie l'implantation des plumes de la tête selon une crête, un épi, ou une huppe circulaire semblable à une casquette.
La mutation "Frisé" allonge et modifie la tenue des plumes de l'ensemble du corps, cette mutation est très rare. Les frisures peuvent également être dues à des troubles lors de la mue, liés ou non à des carences par exemple. Un oiseau peut devenir frisé lors d'une de ses mues et redevenir normal par après. Les véritables frisés ont également les ongles qui tendent à pousser en spirale.

## Habitat
Ils sont peu exigeants par rapport à leurs habitats, fréquentant à la fois les plaines broussailleuses que les marais que les parcs et jardins, ils évitent tout de même les milieux fermés et humides. Adaptés aux perturbations humaines, ils tirent notamment profit des trous d'eau creusés par l'homme, et des espaces ouverts par la déforestation. Ils vont jusque dans les villes et sont présents pratiquement partout en Australie.

## Comportement
Ils ont un comportement extrêmement grégaire, et il est rarissime d'apercevoir un individu isolé : ces oiseaux préfèrent évoluer en groupe de plusieurs couples. Mâles et femelles ne s'éloignent l'un de l'autre que lorsque le nid doit être gardé.
Mâle et femelle poussent divers cris d'appel plutôt nasillards, mais seul le mâle est capable d'émettre un vrai chant, propre à chaque individu.

### Reproduction

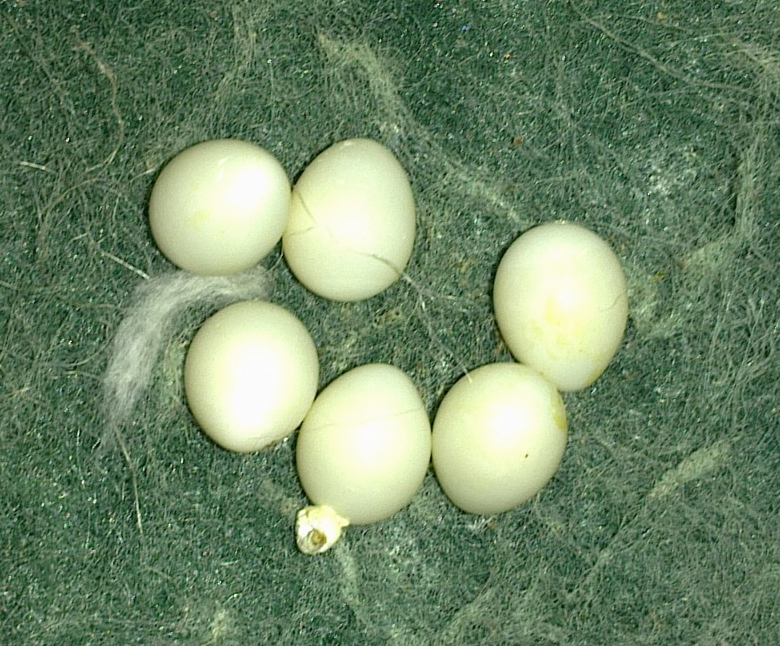
Œufs de mandarins.
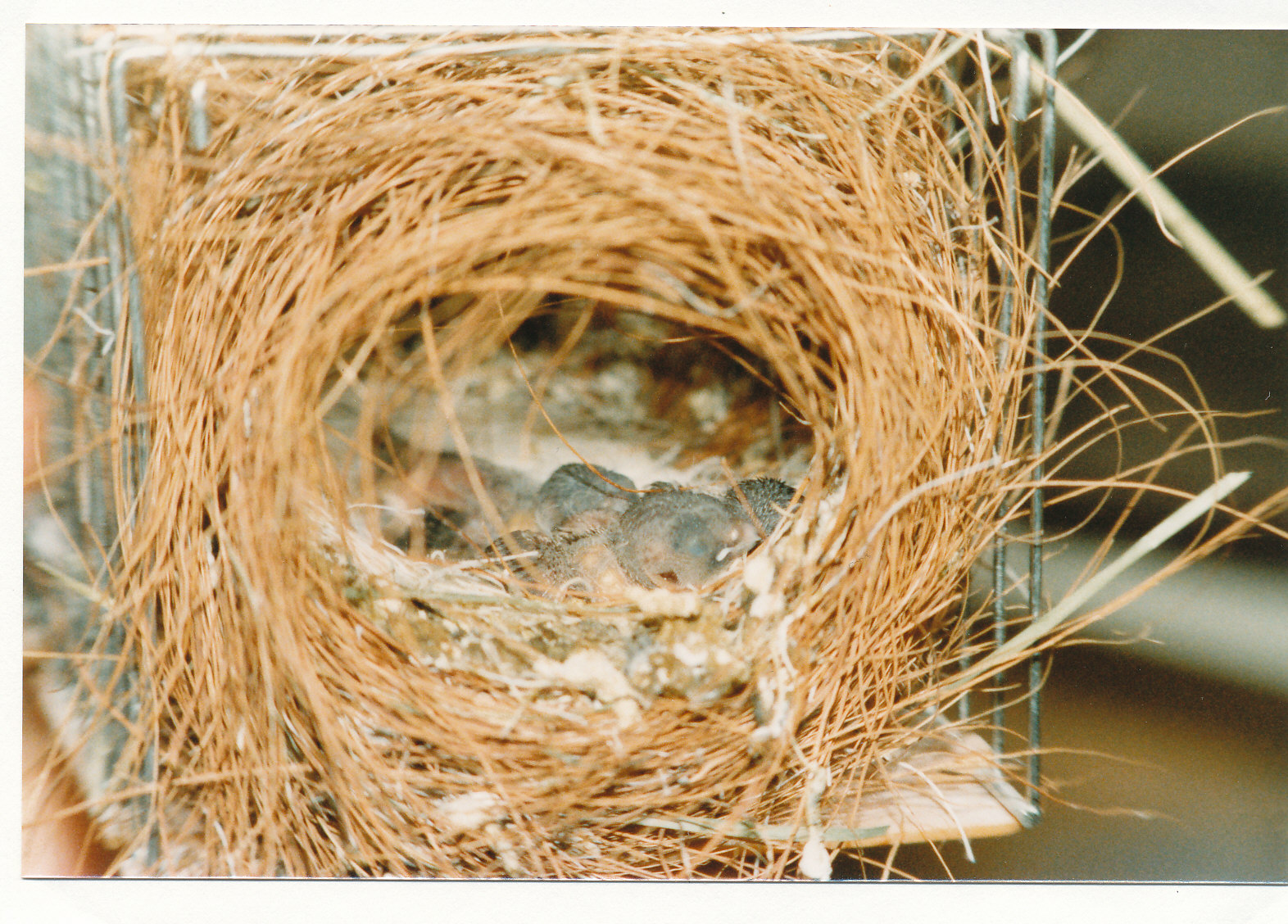
Oisillons au nid.
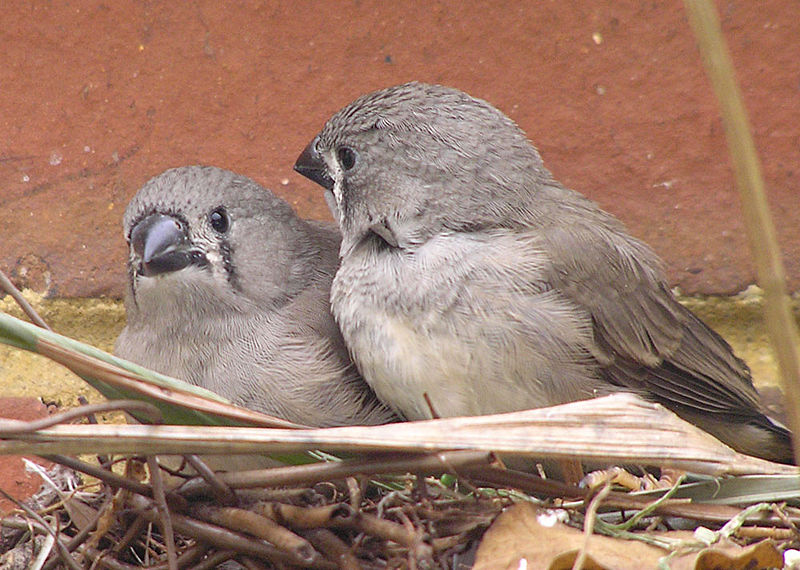
Juvéniles.

Il se reproduit après d'importantes précipitations dans son habitat naturel, à n'importe quel moment de l'année. Adaptables et polyvalents dans la construction de leurs nids, les mandarins sauvages peuvent s'installer dans des niches, grottes, buissons, maquis, terriers de lapins, sur des nids de termites, voire dans les trous présents dans des structures humaines. En dehors des périodes de reproduction, les nids servent également pour le repos nocturne des oiseaux. La ponte compte de quatre à six œufs en moyenne (elle peut descendre à deux œufs, ou dépasser les dix, mais ces cas restent exceptionnels) à la fréquence d'un par jour, l'incubation est assurée aussi bien par la femelle que par le mâle et dure 12 à 13 jours . Trois semaines plus tard, les petits quittent leur nid.
Au stade juvénile, le bec est noir. En captivité, les mandarins nichent dans des nids de formes diverses et peuvent se reproduire toute l'année. Ces oiseaux sont réputés pour se reproduire extrêmement facilement.

### Espérance de vie
À l'état sauvage, ce mandarin a une longévité de 2 à 5 ans. Domestiqué, il peut vivre jusqu'à environ 10 ans.

## Utilisation
Leur popularité en tant que sujet d'étude vient également de la facilité de leur reproduction, c'est pour cette même raison qu'ils peuvent également être acquis par les particuliers comme oiseaux de compagnie à un prix relativement abordable.

### Animal de laboratoire

#### Étude des populations
Ils sont parfois utilisés pour modéliser des populations aviennes.

#### Étude des sons
Ils constituent également un modèle d'étude des capacités d'interprétation des sons par le cerveau, grâce à leur capacité à reconnaitre et réagir aux chants de leurs congénères.
Par exemple, des études sur les diamants mandarins ont montré que le gène FOXP2 était davantage exprimé dans les régions du cerveau des mâles lors des phases d'apprentissage du chant ; un résultat qui vient en appui de l'hypothèse en faveur d'un rôle important du gène humain homologue, FOXP2, dans l'acquisition du langage par l'enfant et donc dans l'évolution de la faculté de langage de l'espèce humaine.

### Animal de compagnie

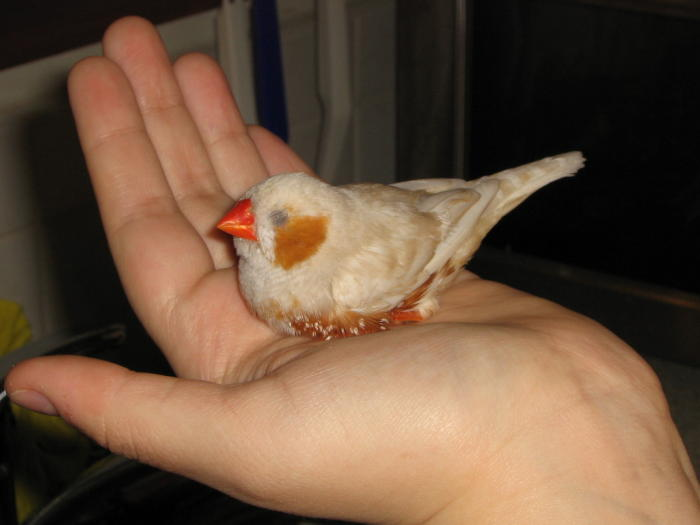
Le diamant mandarin peut s'apprivoiser facilement.

Cette espèce est très commune dans les animaleries et adaptée même aux éleveurs amateurs. De petite taille, vif, sociable et accommodant en captivité, le mandarin s'y reproduit facilement.

### Législation
Seul un individu de variété domestique, issu d'élevage, est considéré comme étant un animal domestique en droit français. Les autres oiseaux relèvent donc de la législation concernant les animaux sauvages.

### Base de référence
- (fr) Oiseaux.net : Taeniopygia castanotis (+ répartition)
- (en) Congrès ornithologique international : Taeniopygia castanotis dans l'ordre Passeriformes
- (fr + en)  Avibase : Taeniopygia castanotis (+ répartition)
- (en) Catalogue of Life : Taeniopygia castanotis (Vieillot, 1817)
- (en) NCBI : Taeniopygia castanotis (taxons inclus) (consulté le 4 mai 2014)
- (en) UICN : espèce Taeniopygia castanotis (Vieillot, 1817)
- (en) Zoonomen Nomenclature Resource (Alan P. Peterson) : Taeniopygia castanotis  dans Estreldidae